# Elliot Edizioni
Elliot Edizioni è una casa editrice italiana con sede a Roma fondata nel maggio 2007. La direzione editoriale è affidata a Loretta Santini.

## Storia
La casa editrice prende il nome da Elliot Narrazioni, rivista trimestrale di scrittura e immagini pubblicata a partire dal 1999.
I primi titoli pubblicati sono stati Angeli pericolosi di Francesca Lia Block, Io e Mitee di Daphne Rooke e Il piccolo libro del plagio di Richard A.Posner.

## Collane
La casa editrice cura diverse collane.
La collana Scatti pubblica narrativa contemporanea sia italiana che internazionale. Tra gli autori internazionali ci sono titoli di Christopher Moore, Sebastian Fitzek, Paul Torday, Donald Ray Pollock e Karen Russell. Tra quelli italiani invece Ada D'Adamo, Donatella Di Pietrantonio, Pierpaolo Vettori, Marilù Oliva e Sacha Naspini.
La collana Raggi pubblica testi di narrativa gialla del passato (Raggi Gialli) o destinata a un pubblico prevalentemente femminile (Raggi Rosa), con titolo di autori sia italiani che internazionali, tra i quali Manlio Cancogni, Enrique Serpa e Stefan Zweig.
Le collane Antidoti e Maestri sono dedicate alla saggistica.
La collana Schegge è dedicata ai thriller.